# Onthophagus mendicus
Onthophagus mendicus es una especie de insecto del género Onthophagus, familia Scarabaeidae, orden Coleoptera.

## Historia
Fue descrita científicamente por Gillet en 1924.